# Otello Marilli
Otello Marilli (Firenze, 11 novembre 1915 – Catania, 29 novembre 1979) è stato un politico italiano.

## Biografia
Suo padre Ettore era macellaio, sua madre Olimpia Becucci, maestra di ricamo. Nel 1933 consegue la maturità presso il Regio Liceo Scientifico di Firenze, nel 1938 si laurea in Agraria presso il Regio Istituto Forestale ed Agrario di Firenze. L'anno successivo si abilita per la libera professione presso la Facoltà di Agraria dell’Università di Torino. Successivamente si specializza in Agricoltura Coloniale presso l’Istituto Agronomico per l’Africa Italiana di Firenze. Viene quindi assunto dall’Ente di Colonizzazione dell’Africa Italiana. Nel 1945 è a Palermo, nel 1946 è assunto dall’Ente di Colonizzazione del Latifondo Siciliano. Successivamente diventa responsabile dell’ufficio tecnico interprovinciale di Agrigento, Caltanissetta ed Enna dell’Unione Siciliana delle Cooperative Agricole, che assiste le cooperative che hanno ottenuto in concessione, in base al decreto Gullo, terre incolte. Nel 1947 sposa Giuseppa Dicuzzo di Palagonia, da cui avrà quattro figli: Ettore, Enrico, Olimpia ed Ornella. Nel 1949 è docente di Meccanica Agraria all’Università di Catania. Lascia l'insegnamento nel 1953, quando viene eletto alla Camera dei Deputati.

## Attività politica
Marilli entra nel Partito Comunista Italiano nel 1948, frequentando Girolamo Li Causi e Mario Ovazza, nel clima delle lotte bracciantili siciliane di quegli anni. Diventa presidente provinciale della Lega Nazionale delle Cooperative, mentre cresce il suo ruolo nella Federazione provinciale del PCI di Catania. Viene eletto nelle file del Partito Comunista Italiano nella II legislatura alla Camera dei deputati, dal 1953 al 1958. È stato anche deputato regionale nell'Assemblea regionale siciliana per due legislature (nel 1967 e nel 1971) e sindaco di Lentini dal 1956 al 1957 e dal 1964 al 1973. Nel 1975 si trasferisce a Catania.